# 孙业礼
孙业礼（1964年12月9日—），男，山东安丘人，中华人民共和国政治人物，现任中共中央宣传部副部长，文化和旅游部部长。

## 简历
孙业礼1981年进入北京大学历史学系本科学习，1985年获学士学位。同年，他继续在北京大学历史学系攻读硕士研究生，1988年获硕士学位。硕士学位论文题目为《延安经验与五十年代中国农业生产的发展》，导师为荣天琳。
1988年7月自北京大学毕业后，孙业礼长期在中共中央文献研究室工作，曾担任副秘书长兼《党的文献》主编、室务委员兼第五编研部主任、室务委员兼第六编研部主任。2014年2月，孙业礼晋升中共中央文献研究室副主任。2018年3月，中共中央党史研究室与中共中央文献研究室、中共中央编译局整合组建中共中央党史和文献研究院，孙业礼担任中央党史和文献研究院副院长。
2021年1月，孙业礼离开中央党史和文献研究院，出任中共中央宣传部副部长。2022年7月，孙业礼当选中共二十大代表，代表中央和国家机关。2022年10月中共二十大上，孙业礼担任新闻发言人。
2022年12月，任国务院新闻办公室主任。
2023年11月，任文化和旅游部党组书记，同年12月29日被正式任命为部长。
2024年4月11日，不再担任国务院新闻办主任。